# Spodiopogon
Spodiopogon és un gènere de plantes de la família de les poàcies, ordre de les poals, subclasse de les commelínides, classe de les liliòpsides, divisió dels magnoliofitins.

## Taxonomia
- Spodiopogon formosanus Rendle
- Spodiopogon sagittifolius Rendle

(vegeu-ne una relació més exhaustiva a Wikispecies)

## Sinònim
(Els gèneres marcats amb un asterisc (*) són sinònims probables)
- Eccoilopus Steud.[1]